# Jerfi Uzman
Jerfi Uzman (Schiedam, 1978) is een Nederlands jurist gespecialiseerd in het staatsrecht. Uzman is hoogleraar aan de Universiteit van Amsterdam en was dat daarvoor aan de Universiteit Utrecht.
Uzman ging naar de Montessorischool in Capelle aan den IJssel en volgde het vwo aan het Libanon Lyceum te Rotterdam. Vervolgens studeerde hij rechten aan de Universiteit Leiden, waar hij in 2005 afstudeerde. Tijdens zijn studie was hij onder andere praeses (voorzitter) van studentenroeivereniging A.L.S.R.V. Asopos de Vliet. Na zijn afstuderen werd hij onderzoeks- en onderwijsmedewerker bij de Leidse afdeling staats- en bestuursrecht, vanaf 2007 promovendus. Voor zijn promotie-onderzoek werkte hij ook aan het Max Planck-Instituut voor vergelijkend publiekrecht en internationaal recht te Heidelberg en aan de Universiteit van Cambridge, Selwyn College. Op 5 december 2013 promoveerde hij te Leiden op het proefschrift Constitutionele remedies bij schending van grondrechten. Over effectieve rechtsbescherming, rechterlijk abstineren en de dialoog tussen rechter en wetgever; promotor was Tom Barkhuysen, copromotor Michiel van Emmerik.
Na zijn promotie werd Uzman universitair docent staatsrecht aan de Universiteit Leiden. In 2018 stapte hij over naar de Universiteit Utrecht, waar hij universitair hoofddocent werd en vervolgens hoogleraar staatsrecht. Zijn oratie De terugtocht van het staatsrecht zou op 14 april 2020 worden gehouden maar werd uitgesteld vanwege de coronacrisis. Op 1 april 2022 werd Uzman benoemd tot hoogleraar constitutioneel recht aan de Universiteit van Amsterdam, als opvolger van Leonard Besselink die met emeritaat was gegaan. Op 19 april hield hij zijn oratie, getiteld Drie beginselen van constitutioneel (proces)recht; het was een "dubbeloratie" met Jacobine van den Brink (bestuursrecht).
Uzman richt zich in zijn onderzoek met name op de rol van de rechter in de democratische rechtsstaat en de verhouding tussen rechter en politiek.
- International Standard Name Identifier: 0000 0003 8859 9742
- Library of Congress Control Number: no2017121727
- Nederlandse Thesaurus van Auteursnamen: 320492737
- Système universitaire de documentation: 266606687
- Virtual International Authority File: 281845961